# Diodoto I
Diodoto I (en griego antiguo: Διόδοτος Α' ὁ Σωτήρ; ? - † 240 a. C. aprox.) fue un sátrapa de Bactriana que se rebeló contra el rey seléucida Antíoco II Theos cerca del año 255 a. C., convirtiéndose en el fundador y primer rey del Reino grecobactriano. En las monedas que acuñó aparece a veces utilizando el título de Diodoto Sóter. Su poder se extendió sobre las provincias inmediatas a Bactriana: Aracosia, Fergana y Sogdiana. Diodoto era contemporáneo, vecino y probablemente aliado de Andrágoras, el sátrapa de Partia, que casi al mismo tiempo proclamó también la independencia de su satrapía respecto del Imperio seléucida. Arsaces, líder de la tribu escita de los parnos, tras entrar en conflicto con Diodoto huyó a Partia, donde se deshizo de Andrágoras y, fundó una dinastía que cortó en gran parte el contacto del Reino grecobactriano con el resto del mundo helenístico.

## Independencia y prosperidad
Diodoto luchó por la independencia de su territorio contra Antíoco II Theos, gobernante del Imperio seléucida, quien se vio a la vez envuelto en una guerra contra el Egipto Ptolemaico:

«Diodoto, gobernador de las mil ciudades de la Bactriana (latín: Theodotus, mille urbium Bactrianarum praefectus), venció y se proclamó Rey; el resto de Oriente siguió su ejemplo y se independizó de los macedonios».
Marco Juniano Justino, XLI, 4

El nuevo reino, muy urbanizado y considerado uno de los más ricos de Oriente, siguió creciendo en poder y se expandió territorialmente al este y el oeste:

«Los griegos que incitaron la revuelta bactriana se volvieron tan poderosos debido a la fertilidad del país que se transformaron en amos no sólo de Aria sino también de la India, tal como dice Apolodoro de Artemita: [...] y más tribus fueron sometidos por ellos que por Alejandro. [...] Sus ciudades fueron Bactra (también llamada Zariaspa, a través de la cual corre un río del mismo nombre y desemboca en el Oxus) y Darapsa y varias más. Entre estas se encontraba Eucratidia, que fue nombrada así por su gobernante».
Estrabón, XI.XI.I

## Conflicto con Arsaces
Arsaces, el jefe del dahan (tribu) de los parnos, huyó a Partia ante el avance de Seleuco II y allí eliminó a Andrágoras, el antiguo sátrapa y autoproclamado rey. Arsaces se convirtió en el fundador del Imperio parto. El contacto directo de los grecobactrianos con el mundo griego quedó interrumpido. El comercio por tierra continuó, aunque reducido, mientras que el comercio marítimo entre el Egipto griego y la Bactriana crecía. Cuando Seleuco II trató de subyugar a los rebeldes al este en 239 a. C., aparentemente se unió con Diodoto en contra de los partos.
Poco después Diodoto murió y fue sucedido por su hijo, Diodoto II, quien estableció la paz con los partos. Diodoto II, se alió con el parto Arsaces en su lucha contra Seleuco II:

«Al poco tiempo, aliviado por la muerte de Teodoto [Justino emplea una versión incorrecta del nombre], Arsaces hizo las paces y se alió con su hijo, también de nombre Teodoto; algún tiempo después luchó contra Seleuco, quien había llegado para castigar a los rebeldes, y prevaleció: los partos celebraron ese día como señal del comienzo de su libertad».
Marco Juniano Justino, XLI,4

Diodoto II fue asesinado por un usurpador, Eutidemo I, fundador de la Dinastía Eutidémida.

## Acuñación de monedas

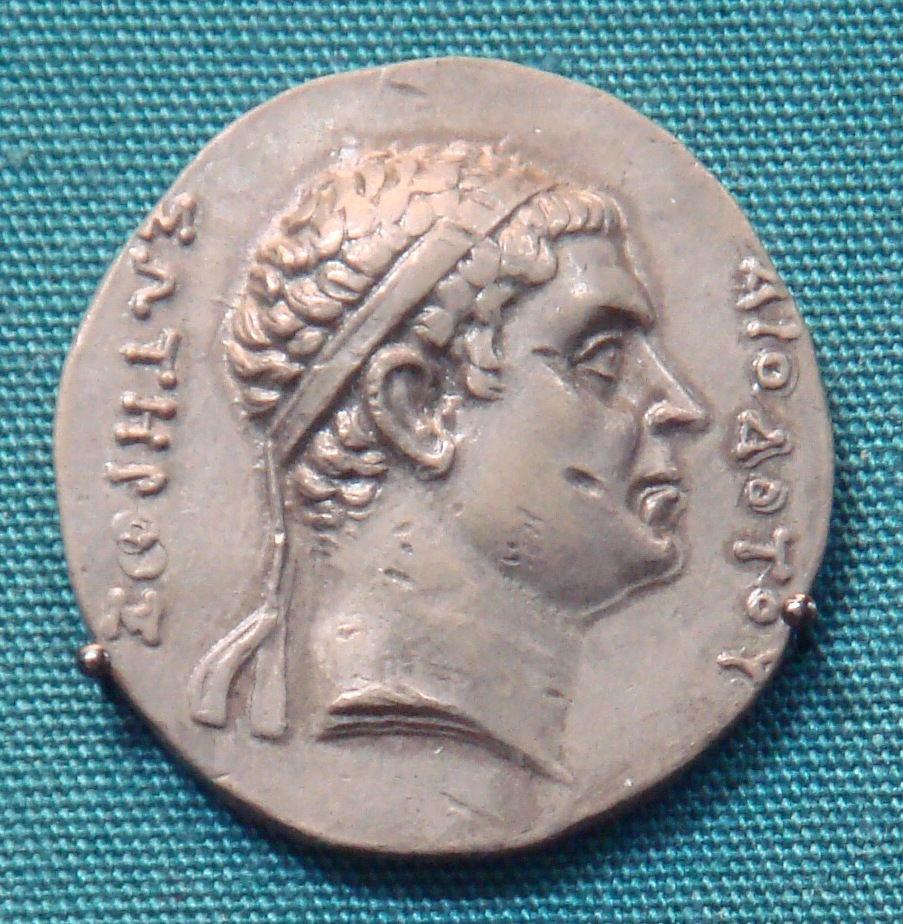
Moneda "genealógica" de Agatocles, con la efigie de Diodoto, calificado como "SOTIROS" ("Salvador").

Se conservan monedas de oro, plata y bronce de Diodoto I, algunas de las cuales fueron acuñadas en nombre de Antíoco. Cuando el domino seléucida era débil y recibía ataques constantes por parte de Ptolomeo II, las provincias orientales y sus ciudades griegas quedaron expuestas a la invasión de los bárbaros nómadas quienes amenazaban destruirlas. De este modo, el surgimiento de un reino independiente puede haberse originado en la necesidad. Diodoto Sóter también aparece en las monedas acuñadas en su memoria por los reyes grecobactrianos posteriores Agatocles y Antímaco.